# Waging am See
Waging am See è un comune tedesco di 6 302 abitanti, situato nel land della Baviera; fino al 1810 fece parte dell'Austria.
Tra le attrazioni da sottolineare che la località si affaccia sul baneabile Lago Waginger See e si può visitare il Bajuwarenmuseum, un museo sugli antichi bavariani.